# Kloaka

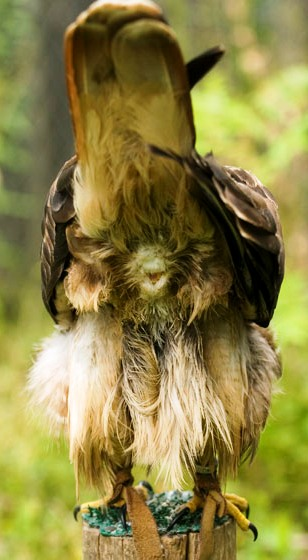
Ptačí kloaka

Kloaka (z lat. cloaca – stoka) je orgán všech obratlovců – rozšířená část konečníku, do něhož je vyústěna trávicí, vylučovací a často i rozmnožovací soustava.
Tento orgán vzniká embryonálně u všech obratlovců, ale v dospělosti ho mají jen někteří – zejména obojživelníci, plazi, žraloci, dvojdyšní a ptáci. Kloaku mají také ptakořitní savci, krátkou kloaku najdeme i u vačnatců a výjimečně ji mají i někteří vyšší savci (např. zlatokrti, bodlíni nebo bobři). Chiméry, paprskoploutvé ryby, lalokoploutví a většina placentálních savců kloaku nemá.
Kloaku měli také někteří druhohorní dinosauři, například malý rohatý dinosaurus rodu Psittacosaurus.